# Хилишеу-Хорија (Ботошани)
Хилишеу-Хорија (рум. Hilişeu-Horia) насеље је у Румунији у округу Ботошани у општини Хилишеу-Хорија. Oпштина се налази на надморској висини од 201 m.

## Становништво
Према подацима из 2002. године у насељу је живело 3714 становника, од којих су сви румунске националности.

### Хронологија
| Година       | 1992 | 1993 | 1994 | 1995 | 1996 | 1997 | 1998 | 1999 | 2000 | 2001 | 2002 | 2003 | 2004 | 2005 | 2006 | 2007 | 2008 | 2009 | 2010 | 2011 | 2012 | 2013 | 2014 | 2015 | 2016 | 2017 |
| ------------ | ---- | ---- | ---- | ---- | ---- | ---- | ---- | ---- | ---- | ---- | ---- | ---- | ---- | ---- | ---- | ---- | ---- | ---- | ---- | ---- | ---- | ---- | ---- | ---- | ---- | ---- |
| Становништво | 3957 | 3889 | 3811 | 3769 | 3677 | 3640 | 3614 | 3699 | 3749 | 3757 | 3748 | 3751 | 3709 | 3694 | 3704 | 3686 | 3689 | 3677 | 3655 | 3625 | 3616 | 3638 | 3642 | 3595 | 3573 | 3549 |